# 에마뉘엘 사누
에마뉘엘 사누(프랑스어: Emmanuel Sanou, 1980년 11월 22일~)는 부르키나파소 보보디울라소 출신 무용가 및 안무가이다.
서아프리카 부르키나파소 보보디울라소에서 태어나, 1998년부터 모던 댄스와 전통춤을 병행하며 익혔다. 그 후, 살리아 사누(Salia Sanou), 케틀리 노엘(Kettly Noël) 안무가들과 함께 현대무용을 수련했고, 부르키나파소 예술경연대회(SNC)에서 여러차례 1~2위를 수상하였다.
2007년 세계적인 안무가 제르멘 아코니(Germaine Acogny)가 안무를 맡은 아프리카 대륙 내 최초의 오페라 ‘사헬 오페라(Opera Du Sahel)’의 무용수로 발탁되었다.
그 후, 가나의 현대무용가 멀린 냐캄(Merlin Nyakam)과의 작업, “Crossroads of Centuries”라는 작품으로 부르키나파소 현대무용축제 <Dialogues de Corps>에 참여하였다.
2009년, 프랑스 그라스 지역의 젋은 관객들을 위한 아티스트 레지던시에 참여, 2010년 스파크 무용단과의 프랑스 투어에 참여, ‘The Seven Beards’ 댄스씨어터 무용단을 만드는데 참여했다.
2010년, 부르키나파소의 안무가 아기부 사누(Agibou Sanou)의 작품 <Anhumanaus>에 참여해, 아프리카 전대륙의 작품들이 모이는 현대무용 콩쿨 <Danse, l’afrique danse>에 부르키나파소 대표로 뽑혔다.
공연뿐만 아니라 2006년부터 말리, 프랑스, 이탈리아, 포르투갈, 모나코 등 유럽 과 아프리카를 오가며, 부르키나파소의 다양한 전통춤부터 현대무용까지 넓은 레퍼토리를 담은 워크숍을 진행하며 열정적인 교육자로서 활동해오고 있다.
2012년 4월부터 현재, 한국 쿨레칸에서 무용가로 활동 중이다.

## 공연 연혁

### 2012년~현재 (한국)
- 2012. 4~ 2014. 1 아프리카 전통공연단 <아누파시아> 무용수 활동, 포천아프리카예술박물관

- 2014. 3~ 2016. 12 서울 하자작업장학교 고등과정 정규수업 : 아프리카 댄스
- 2014. 6. 어린이 뮤지컬 <아프리카 결혼식 : 푸루스리> 연출 및 안무, 공연
- 2015. 1~ 2016. 12 에스꼴라 알레그리아 : 아프리카 댄스 및 음악
- 2015. 4. 아프리카 무용음악극 <이리바(Yiriba)> 연출 및 안무, 공연
- 2015. 4. 서울국제즉흥춤축제 <국제협업즉흥 : 프랑스, 한국, 부르키나파소>
- (공동작업자 : 카트린 조세포, 오세빈, 너클, 하쿠 승호, 아미두 발라니)
- 2015. 6~ 2016. 12 부천 송내동 청소년문화의 집 : 아프리카 댄스 및 음악
- 2015. 9. 현대무용 솔로작품 <보이지 않는 손(La Main Invisible)> 대구국제무용제
- 2015. 9~10. 제 56회 한국민족예술축제 청소년참여 댄스워크숍
- 2015. 9~10. 마포문화재단 체인지업 프로젝트 청소년 동아리 워크숍
- 2015. 12. 서울예술단 10주년 기획공연 <놀이> 아프리카 전통무용 및 음악 워크숍
- 2014 ~ 아프리카 전통공연팀 쿨레 칸 무용가 활동
- 2019. 8.~ 현재 성미산학교 중등 만딩고 수업

### 2003~2012년 (유럽 및 아프리카)
- 2010 ~ 2011. 공동안무작 <Anhumanaus>, 현대무용경연 <Danse, l’afrique danse > 부르키나파소 대표로 참여
- 2009. 9 ~11 현대무용 솔로작품 발표 (Festival Fayence, Canne des Maures, Tourtour, 프랑스)
- 2009. 3~4  현대무용 작품 발표 (공동안무 Ibrahim Koumaré,  CCF Bobo-Dioulasso, 부르키나파소)
- 2009. 1. 현대무용 공연 (가나 현대무용가 Merlin Nyakham, 카메룬)
- 2008. 12. 현대무용 솔로작품 발표 (현대무용축제 « Dialogues de Corps », 부르키나파소)
- 2008. 아티스트 레지던시(4개월) : 프로젝트 <롤로동 lolodon> (공동작업 Solo Badolo, Sylvie Paulmier, 프랑스)
- 2007. 2  문화교류 프로젝트 (6개월) : 프로젝트 <볼로캉 Bolokan> (마르세유, 프랑스)
- 2007. 솔로 공연 (Ségou , 말리)
- 2007. 공연 (Festival on the Niger, 말리)
- 2007. 1st 월드 프리미어 쇼케이스 < 사헬 오페라 Opéra du Sahel> (말리, 프랑스)
- 2006 / 2007.  무용수 발탁 및 아티스트 레지던시 < 사헬 오페라 Opéra du Sahel> (안무가 Germaine ACOGNY, Flora THEFAINE, 말리)
- 2006. 말리 문화부 주최축제 공연 « Festival sur le Niger » (Ségou, 말리)
- 2003. <Africa Tuma> 무용단 활동 (안무가 Noumoutié Ouattara, 부르키나파소)

## 수상 연혁
- 2002. 부르키나파소 국가예술경연 단체무용부문 1위 (Grand concours / Semaine Nationale de la Culture,부르키나파소)
- 2004. 부르키나파소 국가예술경연 단체무용부문 2위 (SNC, 부르키나파소)
- 2006. 부르키나파소 국가예술경연 솔로무용부문 2위 (SNC, 부르키나파소)
- 2016.  한국예술평론가협의회 제36회 ‘올해의 최우수예술가’ 특별예술가상

## 워크숍

### 아프리카 댄스
사누가 진행하며, 뮤지션 아미두 발라니의 라이브 연주가 함께 한다. 머리 끝부터 발끝까지 온 몸을 움직여서 추는 춤이며, 큰 동작과 에너제틱한 안무로 주로 이뤄져있다. 사람들과 음악에 정신없이 춤을 추다보면 어느새 땀에 흠뻑 젖어있고, 순수한 카타르시스를 느끼고 있는 자신을 발견하게 될 것이다. 모든 춤은 그 자체만으로도 운동효과가 있다. 하지만 아프리카 댄스는 사람들이 잘 쓰지 않은 근육을 느끼게 해 준다. 그리고 온몸으로 전해지는 북의 진동은 춤추는 이들에게 지칠줄 모르는 에너지를 제공한다.
- 리듬의 종류 : 보보동(Bobodon), 쟝사(Diansa), 구룬시(Gourounsi), 예레케케(yerekeke), 줄라동(diouladon), 쿠페데칼레(Coupé Décalé), 쟈카(diaka) 등

## 기사 (참고자료)
- 쿨레칸공연 -잉카쇼니바레 연계 공연- - 아시아투데이
- 하자센터, 서울과 일본 후쿠시마 어린이가 함께 만나는 ‘푸른 길에서 만나자’ 캠프 개최 - 뉴스와이어
- “아프리카 문화 진수 알리고 싶어 ‘차별의 한국’ 못 떠나” - 한겨레